# Malpur
Malpur fou un estat tributari protegit a l'agència de Mahi Kantha, província de Gujarat, presidència de Bombai. Estava situat al sud-est de Mahi Kantha. El 1872 la població era de 10.303 habitants. Limitava amb l'estat de Lunawara i el districte d'Ahmadabad. El territori era muntanyós i salvatge i la superfície incerta al segle XIX si bé al final es va acabar mesurant en uns 250 km².
La casa reial era una branca d'Idar originada en Virajmal, fill petit de Kirat Singhji, 7è Rao d'Idar, que va rebre alguns territoris i el 1344 el seu net Khanaji, es va establir a Man. El net de Khanaji, Randhir Singhji, es va traslladar de Man a Morasa; el 1466 rawal Wagh Singhji, besnet de Randhir Singhji de Morasa, i vuitè descendent des de Virajmal, es va establir a Malpur que fins aleshores estava governada per un cap bhil de nom Malo Kant; un braman de Malpur tenia una filla molt maca de la que Malo Kant es va enamorar; el braman s'oposava a la relació i va haver de fugir a Morasa on Wagh Singhji li va donar acollida i poc després va conquerir Malpur, on els seus descendents van governar en endavant. El 1780 en el regant d'Indar Singhji, el Gaikwar de Baroda, Fateh Singli, va atacar i conquerir temporalment Malpur i en endavant els rawals van haver de pagar tribut anual a Baroda. Durant el regant de rawal Takht Singh, el 1816, el sobirà d'Idar va romandre a Malpur i en endavant els rawals van haver de pagar també tribut a Idar. El 1881 el tribut pagat pel rawal era de 43 lliures al govern britànic, 39 al rao d'Idar i 28 al Gaikwar de Baroda.
La capital era Malpur a 23° 21′ 20″ N, 73° 28′ 30″ E / 23.35556°N,73.47500°E amb una població el 1881 de 1.513 habitants.